# Ridder Lykke
Ridder Lykke ist ein 2022 erschienener dänischer Kurzfilm von Lasse Lyskjær Noer.

## Handlung
Karl kommt in die Leichenhalle, um sich von seiner plötzlich verstorbenen Frau Karen zu verabschieden. Er bringt es jedoch nicht über sich, den Sarg zu öffnen und den Verlust seiner geliebten Karen anzuerkennen. Er hat keine Kinder, ist nun allein und hat niemanden, an den er sich wenden kann, um Trost zu finden. Karl versucht, sich im Badezimmer zu isolieren, doch als er Torben kennenlernt, der auf eine ganz andere Art und Weise, offen und ehrlich, mit seiner Trauer umgeht, schickt er Karl auf eine innere Entdeckungsreise. Doch es ist nicht alles so, wie es scheint: Karl lügt, Torben lügt. Können sie sich gegenseitig verzeihen? Und können sie sich selbst verzeihen?

## Veröffentlichung
Der Titel des Films ist eine Referenz zu dem Lied Ridder Lykke der dänischen Band Rocazino dar. Das Lied stellt eine Verbindung zwischen den beiden Hauptcharakteren Karl und Torben dar, da deren verstorbene Ehefrauen beide Fans des Liedes waren.
Ridder Lykke wurde am 1. September 2022 auf dem Odense International Film Festival uraufgeführt. Es folgten weitere Aufführungen bei verschiedenen Filmfestivals, wie zum Beispiel beim Festival du Court-Métrage de Clermont-Ferrand 2023, wo der Film mit einem Spezialpreis der Jury ausgezeichnet wurde.
Bei der Oscarverleihung 2024 wurde Ridder Lykke in der Kategorie Bester Kurzfilm nominiert.